# عرق سرد (فیلم ۱۹۷۰)
عرق سرد (انگلیسی: Cold Sweat) فیلمی در ژانر جنایی و اکشن به کارگردانی ترنس یانگ است که در سال ۱۹۷۰ منتشر شد. این فیلم درایران با نام ملاقات مرگبار دوبله شده‌است.

## بازیگران
- چارلز برانسون
- لیو اولمان
- جیمز میسون
- جیل ایرلند
- لوئیجی پیستیلی
- پائول بانیفاش
- گابریله فرزتی
- دیوید هس